# Dolmen im Bois l’Evêque

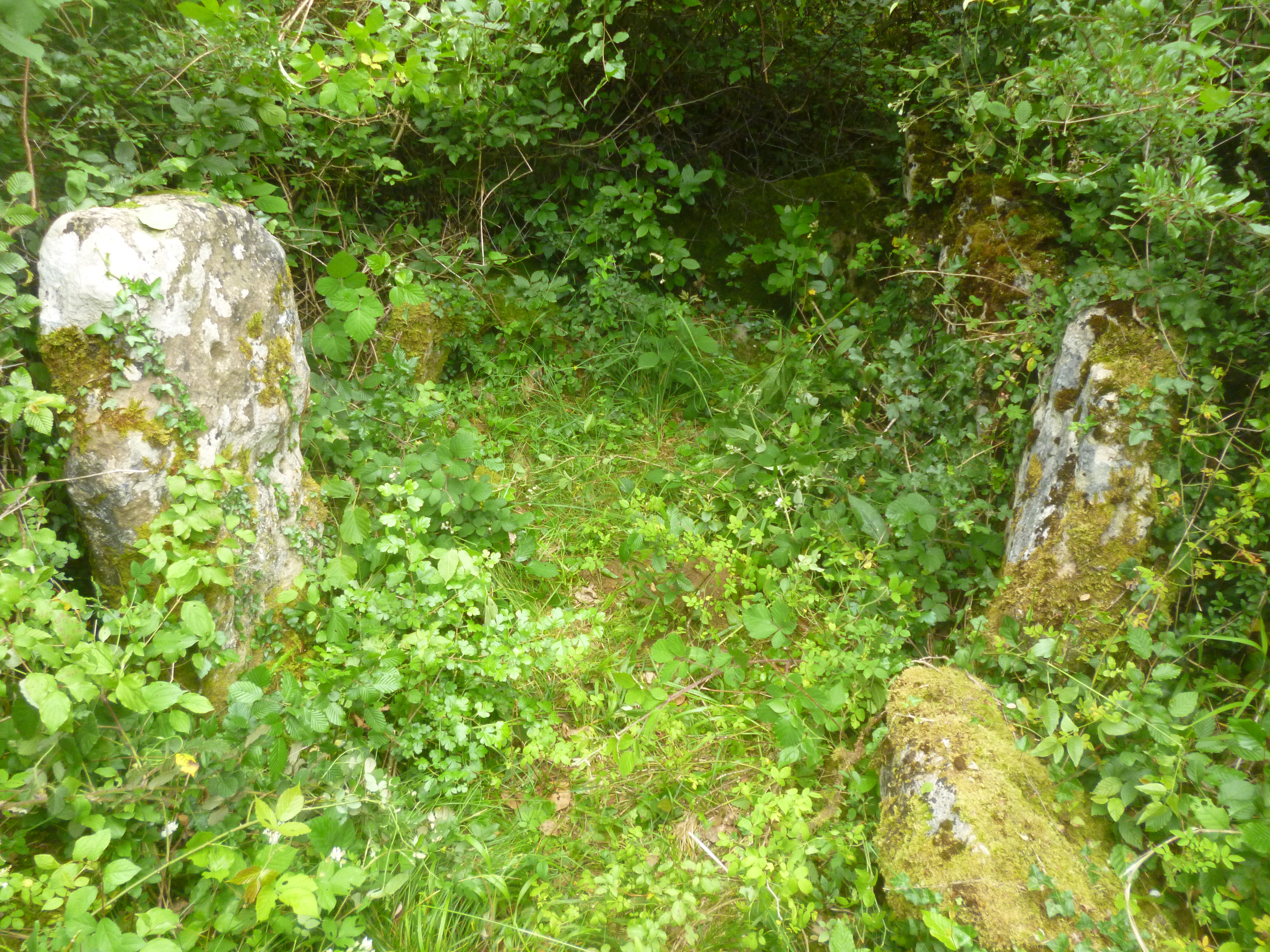
Dolmen im Bois l’Evêque

Der Dolmen im Bois l’Evêque ist einer von drei Dolmen in Sexey-aux-Forges (zwei weitere liegen im Bois l’Abbé) im Département Meurthe-et-Moselle (54). Er ist eine von acht zumindest teilweise erhaltenen Megalithanlagen in der Region Lothringen in Frankreich. Dabei ist Dolmen in Frankreich der Oberbegriff für Megalithanlagen aller Typen.
Die übrigen neolithischen Monumente sind La Garenne in Liverdun, der Dolmen de La Devise in Seraumont, der Dolmen du Ruissard in Montplonne, die Nécropole tumulaire du Bois Saint-Charles in Beaufremon und die Steinkiste Champ Libert in Villouxel.
Vom Dolmen im Bois l’Evêque sind nur drei große und zwei abgebrochene Tragsteine erhalten.